# عثث منحنية القرون
العثث المنحنية القرون (الاسم العلمي: Gelechioidea) هي فوق فصيلة من الحشرات يتبع رتيبة ذوات الخرطوم من رتبة حرشفيات الأجنحة.

## التصنيف
- الألاشستيات
  - الإثمياوات
    - الإثميا